# Гаттон II
Гаттон II (нем. Hatto II; 17 или 18 января 970) — раннесредневековый церковный и политический деятель, архиепископ Майнца (968—970).

## Биография

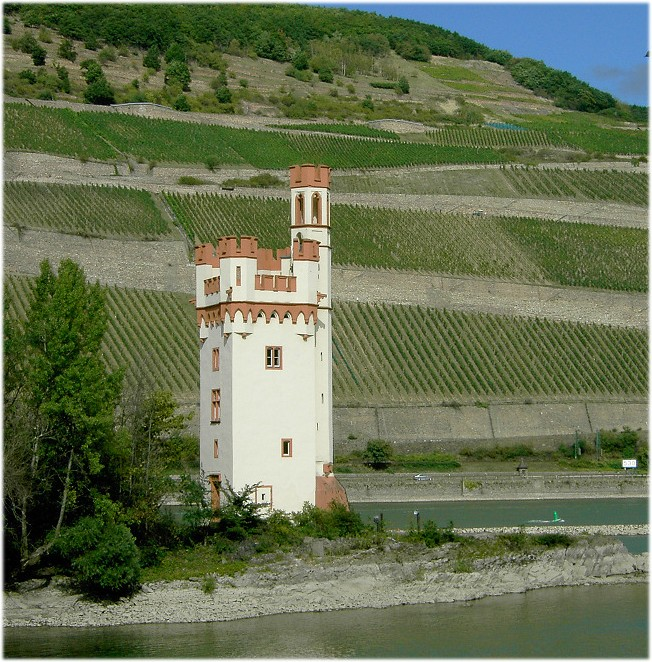
Реставрированная в 1856 году у подножия Рюдесгеймской горы напротив опасной «Бингенской ямы» (Bingerloch) на Рейне «Мышиная башня» также служила для предостережения проходящих мимо кораблей

Об его детстве и отрочестве информации практически не сохранилось, да и прочие биографические сведения довольно скудны. Известно, что около 956 года, после смерти аббата Хадамара, он стал настоятелем Фульдского монастыря. В 961 году принял участие в итальянской кампании Оттона Великого, а 2 февраля следующего года присутствовал на коронации последнего в Риме. Поддержав, в отличие от своего предшественника, на прошедшем в октябре 968 года соборе в Равенне создание Магдебургской архиепархии, он в конце того же года поставлен был Оттоном I архиепископом Майнца. Активно содействуя церковной политике императора, получил от него должность канцлера, не входя, однако, в ближнее его окружение.
В эпоху Нового времени Гаттон II стал особенно известен благодаря сказанию о «мышином замке» у Бингена, который в 1635 году был разрушен шведами. Сказание гласит, что во время свирепствовавшего голода жадный прелат приказал сжечь в запертом амбаре множество окрестных бедняков, заманив их туда дармовым угощением. В наказание за это на него наслана была такая масса мышей, что он не мог спастись от них даже в выстроенном им с этой целью посреди Рейна замке. Мыши съели его заживо, предположительно это произошло в башне, которую после этого стали называть «Мышиной».
В исторических данных о жизни умершего в 970 году Гаттона ничего подобного нет. Существует гипотеза, что этот клирик действительно выстроил на Рейне близ Бингена укреплённую башню для сбора с проплывающих мимо судов таможенной пошлины, по-немецки maut (ср. церк.-слав. мыта́рь — сборщик податей на «мыте»), и после его смерти башня  долгое время служила тем же целям. Со временем название Mautturm («пошлинная башня») трансформировалось в Mäuseturm, т. е. «мышиная башня», что и послужило пищей для народных легенд. 
В действительности укрепление в Бингене возведено было в целях обороны около 1000 года архиепископом Виллигизом, преемником Гаттона, спустя 30 лет после смерти последнего. В историко-мифологической «Швабской хронике» Томаса Лирера, изданной в 1486 году в Ульме, в качестве злосчастной жертвы мышей фигурирует именно Виллигиз, а не Гаттон.
Сюжет о съедении неправедного правителя мышами характерен и для польской средневековой историографии, в которой начиная с Галла Анонима (нач. XII в.) сообщается о подобной гибели мифического князя полян Помпилиуша Хотышко, отождествлявшегося позднейшими хронистами с Попелом II (ум. 843).
Народное немецкое предание о гибели Гаттона в «Мышиной башне» нашло своё отражение в творчестве таких классиков, как Роберт Саути, Клеменс Брентано, Виктор Гюго, Фердинанд Фрейлиграт и др. В русской литературе известна баллада за авторством Василия Андреевича Жуковского «Суд Божий над епископом» (иначе «Легенда о Гаттоне»).